# Renée Gouraud d'Ablancourt
Renée Marie Gouraud d’Ablancourt, née Marie Renée Joséphine Meslet le 1er octobre 1853 à Angers et morte 13 mai 1941 à La Meignanne, est une autrice française de romans sentimentaux, historiques et de science-fiction.
Elle prend pour nom de plume officiel Renée Marie Gouraud d'Ablancourt, utilisant en partie son nom d'épouse (épouse Georges François Marie Lucien Gouraud en 1872) et en partie celui de sa mère, Julie Clotilde Emerance Perrot d'Ablancourt.
Elle écrit également sous différents pseudonymes, tels que René D’Anjou, Pierre d’Anjou, ou encore Perrot D’Ablancourt, clin-œil à ses origines angevines.

## Biographie

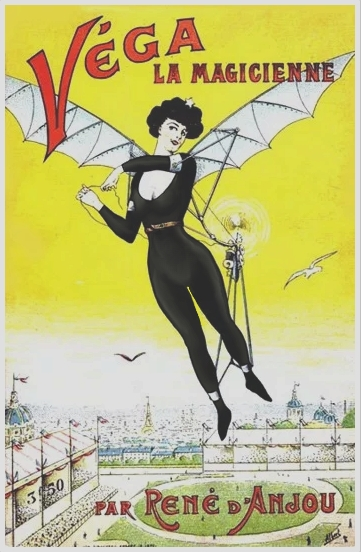
Véga la magicienne super héroïne de L'Oiselle sur la couverture de l'édition de 1912.

Renée Marie Gouraud d'Ablancourt, de son nom de naissance, Marie Renée Joséphine Meslet, naît le 1er octobre 1853 à Angers, au numéro 3 de la Rue Belle-Poignée. Elle est la fille de René François Meslet, propriétaire, originaire de Savennières, et de Julie Perrot d'Ablancourt, fille d’un ancien officier de l’Armée d’Anjou, Jean Perrot d’Ablancourt.
Le 17 juillet 1872 Renée épouse Georges Gouraud, un riche industriel nantais (Papeteries de Chantenay). Le couple s'installe tout d'abord à Limoges avant de revenir vivre en Anjou, au château de La Filotière, que Renée affectionne particulièrement et où elle viendra, beaucoup plus tard, finir ses jours. Ils auront quatre enfants : Renée (1873), Paul (1874), Marie Clotilde (1876) et Marie Cécile (1878).
En 1888, le couple acquiert le château du Plessis-Macé, qu'ils occupent jusqu'en 1908. La famille possède également un pied-à-terre à Paris et Renée devient une personnalité très courue de la vie mondaine parisienne.
Grâce aux parrainages des romanciers Henri de Bornier et Eugène Muller, Renée Gouraud d’Ablancourt devient sociétaire de la Société des Gens de Lettres en 1899.
Renée Gouraud d’Ablancourt meurt le 13 mai 1941 à La Meignanne au château de La Filotière.

### Romans populaires
Renée Gouraud d'Ablancourt publie énormément, chez des éditeurs chrétiens, dans des journaux régionaux et des magazines de mode, des nouvelles et des romans populaires. On la retrouve chez Hirt, La Librairie des saints pères, J. Siraudeau à Angers, etc.

### Oiselle, héroïne avant-gardiste
En 1909, elle publie dans La Mode du Petit Journal (supplément) les histoires de l'Oiselle,,, Véga de Ortega qui se transforme en super-héroïne grâce à son costume Lady-Bird, une combinaison aux ailes artificielles qui lui permet de survoler Paris où elle mène ses aventures. Elle possède une panoplie de gadgets dont un système de vision nocturne et des pilules qui lui permettent de ne pas dormir. Ses histoires sont rééditées en 1912 sous le titre Véga la magicienne.

## Œuvres
- Renée Gouraud d'Ablancourt, « Reines et rois poètes et prisonniers », Le Petit écho de la Mode,‎ s.d. (BNF 38735813).
- Renée Gouraud d'Ablancourt, La Voie mystérieuse, Paris, impr. de la Bourse de commerce, coll. « Les Petits chefs-d'œuvre » (no 46), s.d. (BNF 41651233)
- René d'Anjou et Cyriaque de Pocé, Pierrerit ou le Drame du Moulin d'Yvray, Angers, J. Siraudeau, Éditeur, sans date, 310 p.
- René d'Anjou, « Autour du nid : Nouvelle », La Jeune mère ou L'éducation du premier âge : journal illustré de l'enfance, Paris, 23e Année no 268,‎ janvier 1896, p. 143-144 ; 157-159 ; 172-174. (lire en ligne)
- René d'Anjou, « La Vie d'une Mondaine en 1997 : Nouvelle Fantaisiste inédite », La Jeune mère ou L'éducation du premier âge : journal illustré de l'enfance, Paris, 24e Année no 289,‎ janvier 1897, p. 103-104 (lire en ligne).
- Renée Gouraud, « Dieu et patrie », La Croix,‎ 1897 (lire sur Wikisource, lire en ligne)
- René d'Anjou, La Noble Bohême, Paris, A. Pierret, 1898, 331 p. (BNF 30528412)
- Renée Gouraud, Dieu et patrie, Paris, Maison de la bonne presse, coll. « Bibliothèque de la bonne presse », 1899, 375 p. (BNF 30528408)
- Perrot d'Ablancourt, Cœurs vaillants, Paris, 8 rue François 1er, Maison de la bonne presse, 1899, 291 p. (BNF 30528406)
- René d'Anjou et Comtesse de Belfeuille, Chatelaine et Fermière : La vie aux Champs - Roman Vécu - Conseils pratiques, Paris, Orsoni, 1er janvier 1900.
- René d'Anjou, Cruelles amours, Bordeaux, impr. de G. Gounouilhou, 1900, 512 p. (BNF 30528407)
- R.M. Gouraud d'Ablancourt, La Vieille France, Bruges (Belgique), Œuvre St-Charles de Grammont, 1900, 174 p.
- René d'Anjou, « Légendes d'après l'Eden », Carnet de la femme : les femmes du XXe siècle,‎ 30 janvier 1905, p. 12 (lire en ligne)
- René d'Anjou, Intuitif amour, Paris, P. Orsoni, 1905, 534 p. (BNF 30528410)
- René d'Anjou, « La Parisienne aux Sables », Carnet de la femme : les femmes du XXe siècle,‎ 15 octobre 1906 (lire en ligne)
- René d'Anjou (ill. Félix-Jules Lacaille), Au tournant de la route, Paris, P. Rivière, 1906, 318 p. (BNF 30528403)

- René d'Anjou et Georges Spitzmuller, Le Prince Fédor : Grand Roman d'Aventures, Le Matin, 1907 (lire sur Wikisource, lire en ligne)
- René d'Anjou, Le Maître de la chance, Paris, impr. de P. Orsoni, 1907, 302 p. (BNF 30528411)
- René d'Anjou, Cœur de France, Paris, P. Orsoni, 1908, 530 p. (BNF 30528404)
- René d'Anjou, L'Heure du berger, Paris, P. Orsoni, 1909, 249 p. (BNF 30528409)
- Le Pardon d'outre-tombe, 1909
- R.-M. Gouraud d'Ablancourt, Sans patrie, Paris, Maison de la bonne presse, 1911, 2 vol. (BNF 30528414)
- Les Chevaliers du lys, 1911
- Marie Gouraud d'Ablancourt (préf. M. Charles de Pomairols), Figures de Femmes : Madame la Duchesse d'Alençon intime, Paris, Librairie des Saints-Pères, 1911, 188 p. (BNF 41651231, lire en ligne)
- René d'Anjou, Véga la Magicienne, Bourges, L'Indépendant du Cher, 1911 (lire sur Wikisource, lire en ligne)
- Gouraud d'Ablancourt, Albert Ier, roi de Belgique, Angers, J. Siraudeau, 1915, 53 p. (BNF 32184937)
- René d'Anjou, Âme conquise, Paris, Librairie des Romans choisis, coll. « Les Romans choisis » (no 10), 1916, 78 p. (BNF 32184938)
- René d'Anjou, Les drames du cœur, Paris, Librairie des Romans choisis, coll. « Les Petits chefs-d'œuvre / Nouvelle série » (no 32), 1918, 48 p. (BNF 32184943)
- René d'Anjou, Vagues d'amour, Paris, 94 Avenue de la République, Librairie des romans choisis, coll. « Les Romans choisis » (no 40), 1918, 64 p. (BNF 32184960, lire en ligne)
- René d'Anjou, La voie mystérieuse, Paris, 94 Avenue de la République, Librairie des romans choisis, coll. « Les Petits chefs-d'œuvre / Nouvelle série » (no 46), 1919, 48 p. (BNF 32184961)
- René d'Anjou, Les rayonnants, Épinal, 2 quai de Juillet, Société anonyme de l'imprimerie Fricotel, 1921, 529 p. (BNF 32184955)
- M. Gouraud d'Ablancourt, Le Mystère de Valradour, Paris, 5 rue Bayard, Maison de la bonne presse, coll. « Romans Populaires » (no 95), 1921, 93 p. (BNF 32184949, lire en ligne)
- Gouraud d'Ablancourt, Allons-y !, Paris, 5 rue Bayard, coll. « Romans Populaires » (no 60), 1921.
- Gouraud d'Ablancourt, Le Drame de Maison-Dieu, Paris, 5 rue Bayard, Maison de la bonne presse, coll. « Romans Populaires » (no 120), 1922, 96 p. (BNF 32184941)
- Gouraud d'Ablancourt, Le secret du forçat, Paris, 5 rue Bayard, Maison de la bonne presse, coll. « Romans populaires » (no 141), 1924, 96 p. (BNF 32184958, lire en ligne)
- Marie Gouraud d'Ablancourt, Une Princesse martyre, Reims, Hirt et Cie, 1924.
- Gouraud d'Ablancourt et M. Du Tartre, Les Neuf filles du colonel, Paris, 5 rue Bayard, 1925, 215 p. (BNF 32184951)
- Gouraud d'Ablancourt et Paule Gourlez, En Aragon, Reims, Hirt et Cie, coll. « Foyer-romans » (no 63), 1926, 158 p. (BNF 32185286, lire en ligne)
- Gouraud d'Ablancourt, Un éclair dans la nuit, Reims, Hirt et Cie, coll. « Foyer-romans » (no 70), 1926, 159 p. (BNF 32184944, lire en ligne)
- La Troublante Aventure, 1927
- Gouraud d'Ablancourt, Fils de Renégat, Bruges - Paris, Desclée de Brouwer et Cie, 1927, 310 p.[10]
- Gouraud d'Ablancourt, La Cape enchantée, Paris - Reims, Impr.-édit. Hirt et Cie, coll. « Foyer-Romans » (no 123), 1928, 156 p. (BNF 32184939)
- Gouraud d'Ablancourt, La Petite Cheminelle, Limoges, impr. et libr. Eugène Ardant et Cie, 1929, 143 p. (BNF 32184953)
- Gouraud d'Ablancourt, Laquelle ?, Limoges, Impr. et libr. Eugène Ardant et Cie, 1929, 238 p. (BNF 32184947)
- René d'Anjou, Les épines ont des roses, Reims, Hirt et Cie, impr.-éditeurs, 25 mars 1929, 313 p. (BNF 32184946)
- René d'Anjou, L'écueil, Paris, éd. du Livre national, coll. « Le Livre de poche / Nouvelle série » (no 135), 1930, 64 p. (BNF 35976121)
- R.-M. Gouraud d'Ablancourt, La route perdue, Reims, Hirt et Cie, coll. « Foyer-Romans » (no 155), 1930, 159 p. (BNF 32184956, lire en ligne)
- Gouraud d'Ablancourt, Celle qui revient, Reims, Hirt, coll. « Foyer-Romans » (no 181), 1931, 159 p. (BNF 32184940)
- Gouraud d'Ablancourt, Va toujours, Reims, Hirt, coll. « Foyer-Romans » (no 203), 1932, 159 p. (BNF 32184959)
- Gouraud d'Ablancourt, Le Secret de la duchesse, Romanet-sous-Isle, Limoges, impr.-édit. Ardant, 1932, 208 p. (BNF 32184957)
- Gouraud d'Ablancourt, Le Secret du Passé, Romanet-sous-Isle, Les Editions Ardant, 1934
- Gouraud d'Ablancourt (ill. Jean Morin), A chacune sa destinée, Romanet-sous-Isle, Limoges, impr.-édit. Ardant, 1934, 190 p. (BNF 32184936)

Rééditions
- René d'Anjou et Cyriaque de Pocé, Le drame du moulin d'Yvray, Brissac-Quincé, Éd. du Petit pavé, 2001, 158 p. (ISBN 2-911587-79-0, BNF 37649000)
- René d'Anjou et Cyriaque de Pocé, Le drame du moulin d'Yvray, Saint-Jean-des-Mauvrets, Éd. du Petit pavé, 2021, 2e éd., 167 p. (ISBN 978-2-84712-686-0, BNF 46773209)
- « René d'Anjou (Pseudonyme de Mme R.M. Gouraud d'Ablancourt, 1845-1941), "La vie d'une mondaine en 1997. Nouvelle Fantaisie inédite" in La Jeune Mère ou l'éducation du Premier âge. Journal illustré de l'Enfance, n° 289, 1897 », Archéosf et Retrodrama (Blog),‎ 8 novembre 2013 (lire en ligne)
- René d'Anjou, « Autour du nid, (1896) - Première partie », Feuilles d'Ardoise (Blog),‎ 2 août 2019, (Seconde partie - 6 août 2019 ; troisième partie - 7 août 2019) (lire en ligne)
- René D'Anjou, Véga la Magicienne, Prodinnova, 5 octobre 2019 (ISBN 978-3-96787-007-7, lire en ligne)
- Renée Gouraud d'Ablancourt (préf. Jean-Luc Houdu, postface Jean-Luc Houdu), Véga la Magicienne, Banquises et Comètes, coll. « Archives de l'étrange », mars 2022, 247 p. (ISBN 9791094569719)

Édition
- Marie-Théodore de Gueully, général-comte de Rumigny, R.-M. Gouraud d'Ablancourt (éditrice scientifique) et Victor de Nouvion (auteur d'une nécrologie), Souvenirs du général comte de Rumigny, aide de camp du roi Louis-Philippe (1789-1860), Paris, Emile-Paul frères, 1921, 378 p. (BNF 34180624, lire en ligne)